# Иван Лапчевић
Иван Лапчевић (Александровац, 26. март 1976) је бивши српски рукометаш. Са репрезентацијом Југославије је освојио две бронзане медаље на Светским првенствима 1999. у Египту и 2001. у Француској. У својој каријери играо је за Жупу, Железничар, Барселону, Гумерсбах, Веспрем, Пуерто Сагунто, Ромању.